# Mareike Braun
Mareike Braun (* 1. Mai 2000 in Ulm, Baden-Württemberg) ist eine deutsche Biathletin. Sie ist zweifache Medaillengewinnerin bei Jugend- und Juniorenweltmeisterschaften.

## Sportliche Laufbahn
Mareike Braun gab ihr internationales Debüt bei den Jugendweltmeisterschaften 2019 in Osrblie und gewann mit Lisa Spark und Hanna Hermann die Silbermedaille im Staffelbewerb. Im Folgewinter startete sie bei einigen Rennen im IBU-Junior-Cup und wurde einmal 13. eines Supersprints. Die Juniorenweltmeisterschaften 2021 endeten ohne Medaille, wenig später gab sie in Obertilliach ihr IBU-Cup-Debüt und erzielte mit einem 16. Rang auch erste Ranglistenpunkte. Im Winter 2021/22 siegte die Deutsche im Juniorcup zweifach mit der Staffel, weiterhin startete sie in Osrblie im IBU-Cup und wurde im kurzen Einzel dank fehlerfreiem Schießens Sechste. Bei den saisonschließenden Juniorenweltmeisterschaften gewann sie an der Seite von Johanna Puff, Luise Müller und Lisa Spark Silber, eine Individualmedaille verpasste sie als Vierte des Einzels nur knapp. Äußerst erfolgreich für Braun verlief die Saison 2022/23, die sie komplett auf der zweithöchsten Rennebene bestritt. Gleich am ersten Rennwochenende in Idre lief sie im Einzel auf Platz 4, im Verlauf des Winters platzierte sie sich acht weitere Male unter den besten Zwanzig. Beim Saisonfinale in Canmore erreichte sie im Massenstart 60 hinter Marthe Kråkstad Johansen schließlich auch ihr erstes Podest, an selber Stelle resultierte auch mit der Mixedstaffel ein zweiter Rang. Bei den Sommerbiathlon-Weltmeisterschaften 2023 lief Braun im Sprint auf den achten Rang, im folgenden Winter konnte sie sich nicht für internationale Wettkämpfe qualifizieren und bestritt auch im Deutschlandpokal nur ein einziges Rennen. Nach einem Sieg im Alpencup bekam Braun zum Ende der Saison 2024/25 nach längerer Zeit wieder IBU-Cup-Einsätze, erreichte aber nur in Ridnaun mit einem 29. Platz im Massenstart die Punkteränge.

## Persönliches
Brauns Zwillingsschwester Sabrina ist ebenfalls als Biathletin aktiv.

## Statistiken

### Jugend-/Juniorenweltmeisterschaften
Braun nahm 2019 an den Jugend-, ab 2021 an den Juniorenwettkämpfen teil.
| Weltmeisterschaften | Weltmeisterschaften | Einzelwettbewerbe | Einzelwettbewerbe | Einzelwettbewerbe | Damenstaffel |
| Jahr                | Ort                 | Einzel            | Sprint            | Verfolgung        | Damenstaffel |
| ------------------- | ------------------- | ----------------- | ----------------- | ----------------- | ------------ |
| 2019                | Osrblie             | 32.               | 35.               | 33.               | 2.           |
| 2021                | Obertilliach        | 71.               | 19.               | 35.               | 8.           |
| 2022                | Soldier Hollow      | 4.                | 14.               | 29.               | 2.           |

### Junior-Cup-Siege
| Nr. | Datum         | Ort     | Disziplin      |
| --- | ------------- | ------- | -------------- |
| 1.  | 12. Dez. 2021 | Martell | Staffel 1      |
| 2.  | 17. Dez. 2021 | Martell | Mixedstaffel 2 |